# امیلی دیاموند
امیلی دیاموند (انگلیسی: Emily Diamond؛ زادهٔ ۱۱ ژوئن ۱۹۹۱) دونده اهل بریتانیا است.